# ورجه
ورجه روستایی از توابع بخش مرکزی شهرستان دماوند در استان تهران ایران است.

## جمعیت
این روستا در دهستان تاررود قرار دارد و براساس سرشماری مرکز آمار ایران در سال ۱۳۹۰، جمعیت آن سی  خانوار بوده‌است.